# (1246) Chaka
(1246) Chaka est un astéroïde de la ceinture principale découvert le 23 juillet 1932 par l'astronome sud-africain Cyril V. Jackson. Il a été nommé en hommage au chef des zoulous Chaka.

## Historique
Le lieu de découverte, par l'astronome sud-africain Cyril V. Jackson, est Johannesburg (UO).
Sa désignation provisoire, lors de sa découverte le 23 juillet 1932, était 1932 OA.

## Caractéristiques
Sa distance minimale d'intersection de l'orbite terrestre est de 0,851 133 ua.